# Zahrada Rámova
Zahrada Rámova je sci-fi román A.C. Clarka a Gentryho Lee. Román je součástí knižní série Ráma o mimozemské kosmické lodi prolétávající Sluneční soustavou. V angličtině kniha vyšla 26. září 1991, česky v nakladatelství Baronet v letech 1994 a 2010. Překladatelem knihy je Vladimír Hanák.

## Námět
Román rozvádí děj předešlého dílu (Návrat Rámy) a líčí příběh Nicole des Jardinsové, Richarda Wakefielda a Michaela O'Toola, kteří zůstali v Rámovi poté, co z něj odletěl zbytek průzkumné posádky.

## Obsah knihy
Kniha má celkem 5 kapitol:
- Nicolin deník
- V Uzlu
- Setkání na Marsu
- Svatební píseň
- Soud

## Děj

### Nicolin deník

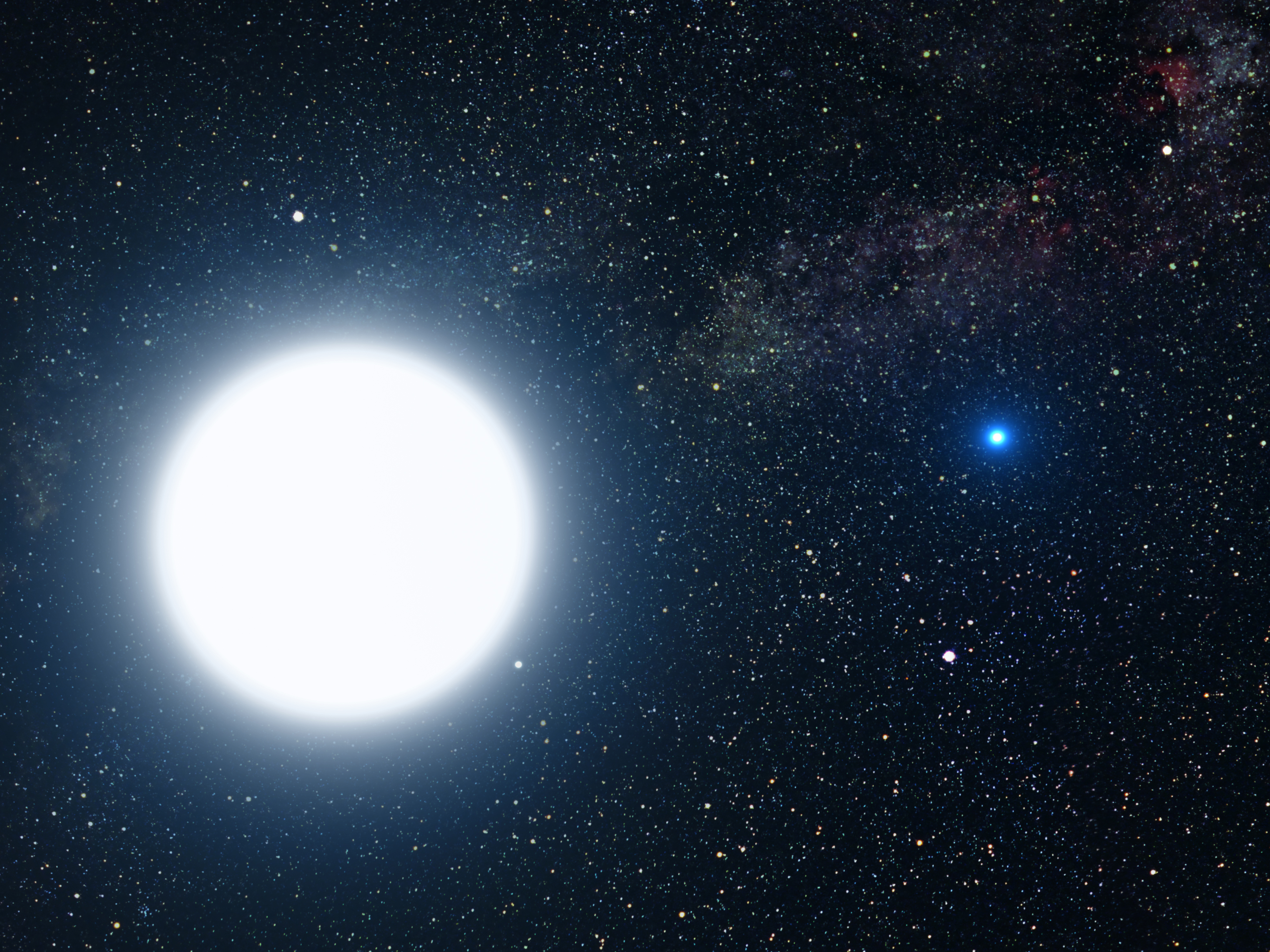
Dvojhvězda Sirius v uměleckém podání

Nicolin deník popisuje období, kdy jsou lidé v Rámovi. Je psána formou deníkových zápisů. Část začíná narozením prvního společného dítěte Richarda a Nicole, dcery Simone. Rodina žije v „doupěti“ pod útvarem zvaným New York. Své potřeby si zajišťuje u Rámanů přes komunikační zařízení, kam zadává specifikace potřeb ve formě chemického složení. Nicole se prioritně stará o svou dceru, Richard se snaží zdokonalovat technické vybavení a věnuje se tvorbě novým přístrojů (například malých robotů, kteří mají tvary různých historických postav) a Michael se snaží studovat. Ve vztahu k Simone se Richard chová spíše vlažně, kdežto Michael je velmi vřelý a se Simone tráví hodně času. Zároveň ji učí katolické věrouce.
Nicole a Richardovi se narodí další dcera, Katie, která je však zcela odlišná od Simone. Simone je spíše klidná a nenáročná, Katie je velmi aktivní a vyžaduje neustálou pozornost. Mezi Richardem a Katie se vytváří zvláštní pouto. Nicole po čase začne mít podezření, zdali Richard nezačíná žárlit na Michaela. Zároveň ji napadá myšlenka, že za předpokladu, že stráví zbytek života v Rámovi, by bylo vhodné, aby jejich děti měly co největší diverzitu genů. To by se zajistilo tím, že by měla děti s Michaelem. Navíc u Richarda má podezření, že má sklon mít především dcery, zatímco u Michaela by byla velká pravděpodobnost, že bude mít syna. S tímto plánem se svěřuje Richardovi, který ji ze začátku podporuje. Ovšem Michael je proti, a i když se jej podaří přesvědčit, v danou noc se nedokáže dostatečně vzrušit. Stejná situace následuje i později. Na to již Richard reaguje velmi ostře a po jedné z hádek odchází od rodiny. Michael se cítí provinile a více se upíná k modlitbám.

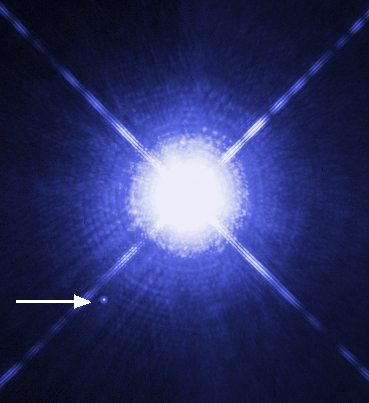
Fotografie Siria pořízená Hubblovým teleskopem

Následně se podaří Nicole Michaela přesvědčit k dalším pokusům a poté s ním i otěhotní. Má se narodit syn Benjy, který ovšem má Whittinghamův syndrom, tj. poruchu učení. Jelikož Richard se stále nevrací, začínají spolu Michael a Nicole trávit i noci a narodí se jim další syn – Patrick. Nicole však začíná mít živé sny týkající se Richarda a rozhodne se jej hledat. Poté, co se vrací, zjišťuje, že Katie se ztratila a jde ji hledat. Při hledání Katie vstupuje do prostoru Oktopavouků a nachází i různé vycpané tvory a taktéž fotografie ze svého doupěte. Zde jsou na fotkách i přesně vyjádřeny početí dětí. Nicole s hrůzou zjišťuje, že jsou oktopavouky pozorováni. Nachází Katie, ale taktéž se dostává do kontaktu s oktopavoukem. Oktopavouk je však nechává odejít. Po čase je objeven Richard a má u sebe vzkaz, že oktopavouci jsou mírumilovní. Richard je ovšem mimo sebe, mnohdy se cítí jak ve snu a nedokáže si vzpomenout na to, co se během dvou let stalo. Richardovi a Nicole se narodí další dcera, Eleonora (Ellie). Loď směřuje k hvězdě Sirius, u které je kosmická stanice, kterou lidé nazvali jako Uzel.

### V Uzlu
Poté, co kosmická loď Ráma přiletěla k Uzlu, byli lidé přepraveni do tohoto zařízení. Zde se podrobovali různým testům. Oproti jejich původnímu doupěti v Rámovi bylo jejich nové útočiště vybaveno velmi komfortně a tak, aby odpovídalo jejich potřebám. Z tohoto lidé poznali, že byli na Rámovi důkladně sledováni, včetně všech svých typických potřeb a zvyků. V Uzlu se lidé také podrobovali různým testům a zkouškám, ovšem tak, aby nedošli ke kontaktu s jinými tvory. Jednou se Richard rozhodl opustit pokoj a jít na průzkum do Uzlu. Další den byl přinesen Orlem, ptačím mužem. Orel vysvětlil, že byl vytvořen inteligencí Uzlu, aby mohl komunikovat s lidmi, jelikož zosobněná komunikace je pro ně přijatelnější.
Zároveň Orel lidem sdělil, že po období testů je bude čekat úkol – Ráma se vydá zpět na cestu k Zemi, ze které vezme 2 000 lidí na bližší prozkoumání. Pro tyto osadníky bude vytvořena v Rámovi speciální sekce, kterou budou obývat, tzv. habitat. Na konstrukci tohoto habitatu se měli lidé podílet. Kromě rozložení jednotlivých čtvrtí a sociálních budov bylo třeba navrhnout i pomocné bioty, stroje, které budou lidem pomáhat při životě. Oproti standardním biotům v Rámovi byli zvoleni bioti-lidé, kteří měli těla známých osob, jako například Abrahama Lincolna či Alberta Einsteina. Zároveň bude potřeba odvysílat k Zemi zprávu, aby byli v určenou dobu lidé připraveni se nalodit. Úkol natočit tuto zprávu dostala Nicole. Jelikož v jednu chvíli přecházela zpráva až do výhrůžky, měla Nicole výhrady a dokonce se vzpírala zprávu natočit. Orel jí proto dovolil se projet Uzlem, vysvětlil jí principy a zároveň jí umožnil komunikovat s jiným kosmoplavcem, podivným ve vodě žijícím hadem. Nicole poté zprávu natočila.
Před odletem bylo ovšem nutné rozhodnout, kdo zůstane v Uzlu a kdo poletí zpět k Zemi. Orel totiž požadoval, aby v Uzlu zůstal jeden reprodukce schopný pár, aby byla zajištěna reprodukce druhu pro případ, že dojde k neočekávané situaci. Lidé řeší otázku, jak se rozdělit, když k nim přijde Simone a navrhne řešení: ona zůstane s Michaelem v Uzlu jako pár. Všichni žasnou nad její dospělostí a taktéž nad tím, jak dobře měla vše promyšlené. Všichni souhlasí, že jde o velmi rozumné řešení. Michael a Simone se berou a jediný, kdo by si měl vybrat, kde chce zůstat, je Benjy. Všichni předpokládají, že zůstane s Michaelem a Simone, ale on si sám volí cestu zpět k Zemi.
Orel lidi upozorňuje, že celou cestu k Zemi budou spát a že budou napojeni na přístroje, které by měly zpomalit jejich stárnutí.

### Setkání na Marsu

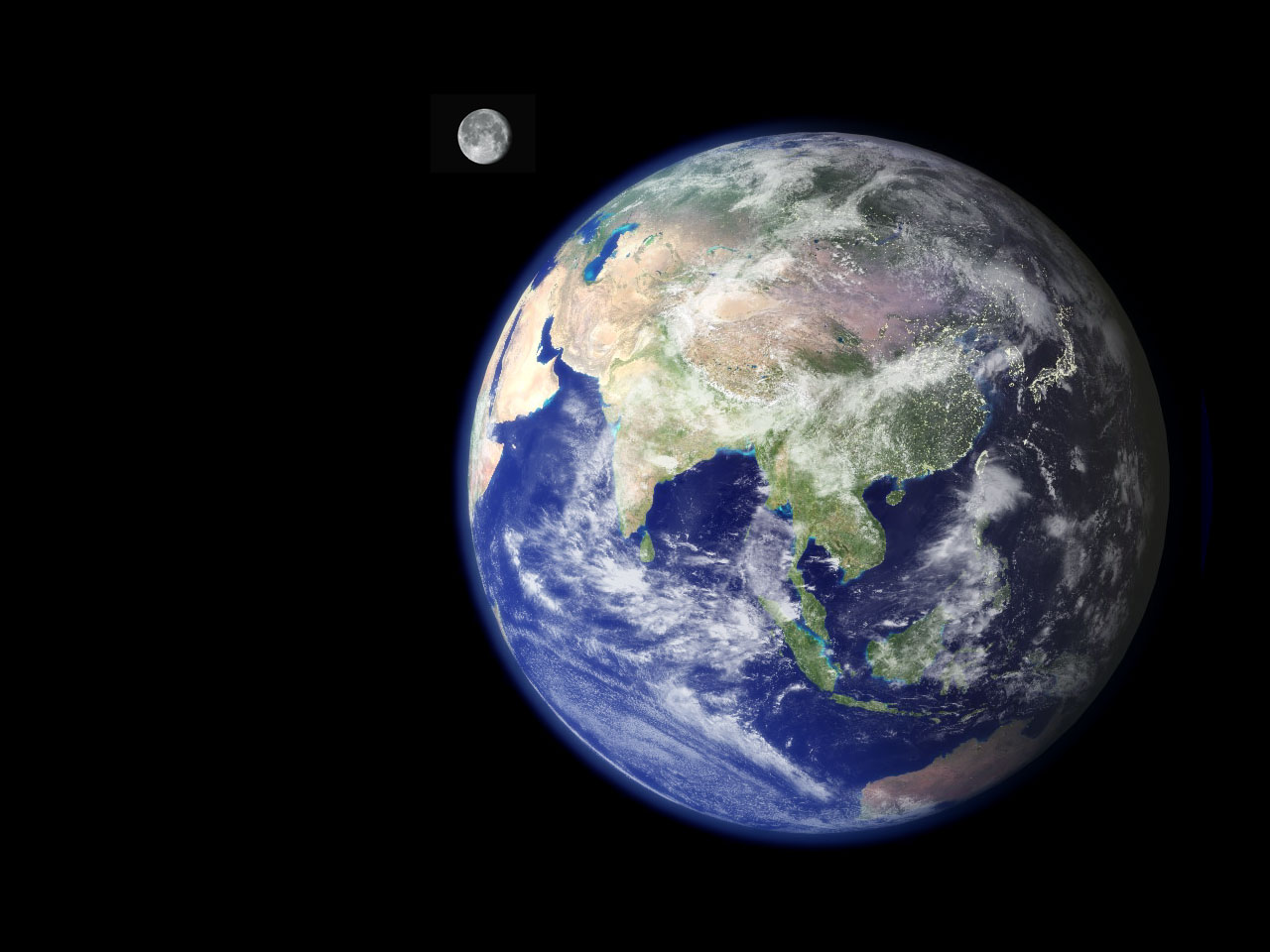
Planeta Země

Nicole, Richard se probouzejí ze spánku a zjišťují, že jsou již blízko Země. Děti mají zájem vidět jejich domovskou planetu, ačkoliv je to v tu chvíli pouze tečka na monitoru.
Mezitím se popisuje život na Zemi, kde se připravuje expedice na obnovení kolonií na Marsu. Původní kolonie, které byly v minulosti na Marsu, byly při začátku velkého chaosu opuštěny a nyní mají být obnoveny. Jedním z koordinátorů získávání je i Kendži Watanabe, Japonec, který na Mars taktéž poletí i se svou manželkou Nai Buatongovou-Watanabe. Jelikož je potřeba více kolonistů než se přihlásilo, bylo rozhodnuto, že budou taktéž zařazeni do expedice trestanci, kteří počet zvýší. Při výběru trestanců se postupovalo podle přísných pravidel tak, aby neohrozili kolonii. Zároveň se za jejich účast v expedici počítalo s tím, že jim bude odpuštěn trest, který si měli odpykat. Jednou si Kendžiho Watanabe pozval jeho otec, aby se s ním pobavil o expedici. Jak se ukázalo, účelem hovoru měla být žádost, aby byl do expedice zařazen i Tošio Nakamura. Tošio a Kendži se dobře znali, v mládí spolu často soupeřili v různých soutěžích a Kendži většinou vyhrával, zatímco Tošio byl druhý. Soupeřili taktéž o lásku dívky Keiko. Ačkoliv Kendži vyhrál, jeho rodina se stěhovala do Ameriky a tak se musel s Keiko rozloučit. Tu si pak vzal Tošio. Tošio však byl později odsouzen a nyní se chtěl zařadit do expedice. Jeho zařazení však bránil jeho psychologický profil, podle kterého se Tošio Nakamura ještě dostatečně nepolepšil a byl by schopen svůj čin zopakovat. Kendžiho otec se s ním sešel, jelikož Tošiův otec pracoval pro Kendžiho otce. Kendži nakonec podlehl a zajistil pro Tošia místo v expedici.

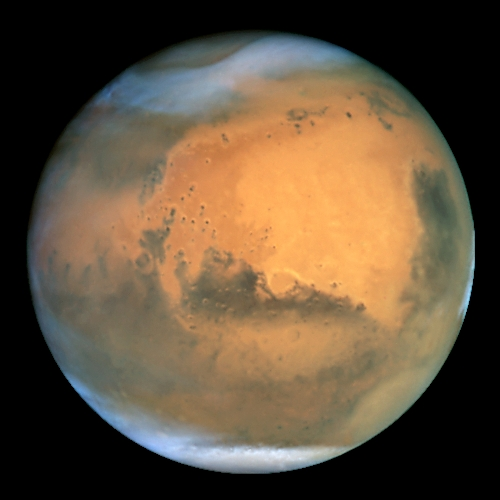
Planeta Mars

V roce 2241 přišla na Zemi zpráva od Nicole o návratu Rámy a o jeho podmínkách o získání 2 000 lidí na svou palubu. Rada vlád, která byla dominantním uskupením, zjistila, že její dva největší konkurenti, Čína a Brazílie, nebyli schopni zprávu dekódovat a proto začala samostatně řešit jak dál postupovat. Na Zemi se totiž myslelo, že Ráma II. byl zničen jadernými střelami, které k němu byly ze Země vyslány. Hodnotily se různé varianty (zdali nejde o podfuk připravený Čínou či Brazílií apod.). Jelikož se nevědělo jak by se pokračovalo, pokud by opravdu zpráva byla pravdivá a k Rámovi nepřiletěly požadované lodě, tak se došlo k závěru, že se využije připravované expedice na Mars, která by k němu měla letět ve stejnou dobu, kdy by se měl objevit Ráma. To byl i jeden z důvodů, proč se kolonisté doplňovali o trestance – aby se zvýšil počet kolonistů a dosáhlo se potřebné věkové struktury. Kolonisté odlétají k Marsu ve třech lodích, pojmenovaných podle Kolumbovy mise Pinta, Niňa a Santa Maria.
Před kontaktem s Rámou jsou kolonisté informováni o tom, že byla přijata zpráva od Nicole a že se mohou setkat s Rámou. Zároveň je jim vzkaz přehrán. Kolonisté jsou zároveň seznámení s historií expedice k Rámovi II. Zároveň se mezi kolonisty – trestanci objevuje podivná nemoc srdce, kterou začíná studovat kardiolog doktor Turner. Při přistání lodi na Rámovi se uskuteční výsadek, který je přivítán bioty v lidské podobě. Ti výsadek provedli po habitatu a informovali je o jednotlivých stavbách. Kolonisté se začínají stěhovat do Rámy. Nicole se setkává s Kendžim a také se spolu baví o tom, jaké byly osudy jednotlivých aktérů výpravy. Dozvídá se, že Francesca Sabatiniová se stala významnou osobou, a že ačkoliv doktor Brown před smrtí uveřejnil detaily z výpravy o jejich chování, Francesca dokázala situaci zvládnout. Zároveň se Nicole dozvídá, že se na Zemi zjistilo, že její první dcera Geneviève je dcerou krále Henryho. Kolonisté se začínají zabydlovat na lodi a dochází i k negativním interakcím mezi Wakefieldovými a dalšími lidmi. Benjy je osočen kvůli své pomalosti, naopak Katie se chová přelétavě. Zároveň se ukazuje moc Tošia Nakamury, který si ji dokázal vybudovat již v době pobytu ve vazbě, nyní si buduje imperium v habitatu.

### Svatební píseň
Svatební píseň se odehrává až tři roky poté, co se kolonisté dostali na Rámu. V habitantu je již vytvořena struktura společnosti i zastupitelské orgány. Zároveň se však ukazují i první problémy. Velkou moc získává Tošio Nakamura, který se stal podnikatelem v oboru zábavy a zřídil v kolonii oblast zvanou Vegas, podle vzoru Las Vegas. Zároveň se začínají objevovat sociální problémy, charakteristické především vytvořením různých čtvrtí podle národností, které se mnohdy stávají ghety. Velký vliv na život má i vir RV-41, který se rozšířil mezi kolonisty a který se projevuje onemocněním srdce.
V kolonii je guvernérem Kendži Watanabe, který je podporován Nicole a Uljanovem, opozici představuje Tošio Nakamura a Ian Macmillan. Nicole a Richarda trápí Katie, která se již vůbec nestará o názor rodiny a přestěhovává se do Vegas. Spory mezi jednotlivými stranami se začínají vyhrocovat, opozice požaduje rozšíření kolonie mimo habitat, kde by se vybudovala vesnice Avalon, do které by byli přestěhování nemocní virem RV-41. Taktéž jsou pokusy se dostat do druhého, sousedního habitatu. Zároveň se v důsledku zvýšené spotřeby začíná hromadit oxid uhličitý v atmosféře a jako důsledek se zhoršuje počasí.
Při veřejném slyšení senátu žádá doktor Turner větší prostředky na výzkum viru RV-41, zároveň identifikovává jeho pravděpodobnou příčinu. Podle jeho výzkumu se ukazuje, že vir byl vyvinut jako umělý v době boje s virem HIV. Poté, co byl HIV vir vyléčen, se v této oblasti hodně experimentovalo. V důsledku Velkého chaosu poté musel vir uniknout do přírody a nyní se začíná projevovat. Podle doktora Turnera je velmi podobný viru, který se testoval v Senegalu.
Napětí v kolonii se zvyšovalo, což se projevilo ve snaze davu lynčovat Pedra Martineze, který byl obviněn ze znásilnění, i když obvinění nebylo příliš podložené a důkazy se ukázaly být lehce zpochybnitelné. Zhoršující se počasí se ještě více projevilo v podobě silné bouřky, která způsobila požár a mnoho lidí bylo zabito či vážně raněno. Po dlouhé a těžké práci v nemocnici při katastrofě se doktor Turner vyznal z lásky k Ellie. Zároveň se Ellie a Nicole přiznal, z jakého důvodu byl vězněn.
Kendži Watanabe se rozhodl pro schůzku s Tošio Nakamurou, aby se dohodli na snížení napětí. Nakamura však Kendžiho vyzývá k rezignaci, aby uvolnil místo pro volbu guvernéra Macmillanovi. Na svatbě Ellie a doktora Turnera však dojde k atentátu a Kendži a soudce Myškin jsou zavražděni a další lidé zraněni biotem. Richard Wakefield po důkladné kontrole zjišťuje, že biot patřil k sérii, jež má pod kontrolou Nakamura. V televizi se mezitím vysílá zpráva o pokusu o atentát na Nakamuru a Macmillana, kterou Nicole a Richard vyhodnotí jako podvrh ze strany Nakamury. Situace se vyhrocuje a Richard se rozhodne z kolonie utéct, k čemuž využívá speciální únikový východ na dně jezera.

### Soud
Richardovi se podaří utéct a pomocí svých robotů dokáže zmást i stráže vně lidského habitatu. Richard míří směrem do druhému habitatu, ve kterém podle jeho průzkumu žijí létavci. Zde se snaží dostat do prostoru létavců, kteří jej poté však zavírají do místnosti. Nejprve je zde sám, později jej však létavci začínají učit jejich jazyku a dávají mu volnost pohybu. Poté je veden do podzemního světa, kde naráží na nové tvory, podobné velkým mravencům. Tyto tvory nazývá myrmikoti. Tvorové jej provází jejich světem, až je zaveden k velké bílé pavučině, která jej pohltí a svými zakončeními se s Richardem spojí. Richard za pomoci přisedliny vidí části domovské planety přisedlin a taktéž válku, kterou lidé rozpoutali proti létavcům. Zároveň se mu vrací vzpomínky na období, kdy v Rámovi II. utekl od rodiny. Zjišťuje, že žil s létavci a že jej potom unesli oktopavouci. Zde také vidí podivné pokusy, které s ním dělali, zejména s jeho rozmnožovací soustavou. Richard pochopil, že létavci a přisedliny jsou vlastně symbiotický druh. Zároveň mu mysmikoti nástěnnými freskami popsali, že by po něm chtěli, aby přenesl dvě vejce létavců, kousek přisedliny a manové melouny mimo jejich habitat. Richard se také naučil rozmnožovací cyklus těchto tvorů. Richard je za pomocí létavců přesunut pryč s habitatu a je vysazen u New Yorku, který v Rámovi zůstal.
Mezitím v kolonii již plně vládl Nakamura a jeho lidé. Dochází k prudkému poklesu životní úrovně. Lidé s RV-41 byli segregováni, válka proti létavcům pokračovala, hrozilo téměř plné vyhubení létavců. Nicole byla uvězněna a obžalována. I přes svou obhajobu ji soud vedený Nakamurou uznal vinnou a odsoudil k smrti. Nicole čekala v cele na vykonání rozsudku a zdály se jí sny o jejím původu- rodu Senoufo z Pobřeží slonoviny.